# Toleman TG181
O  TG181/TG181B/TG181C  é o modelo da Toleman das temporadas de 1981 e 1982 da Fórmula 1.
 Condutores: Brian Henton, Derek Warwick e Teo Fabi.

## Cronologia do TG181/TG181B/TG181C
1981 - TG181  : Brian Henton e Derek Warwick do GP de San Marino até o final do campeonato.
1982 - TG181B : Teo Fabi nos GPs: África do Sul e Brasil
1982 - TG181C : Derek Warwick: da África do Sul até a Suíça e Teo Fabi do GP do Oeste dos Estados Unidos até Las Vegas.

## Resultados[1][2][3]
(legenda) (em itálico indica volta mais rápida)
| Ano  | Chassi | Motor              | Pneus | Nº | Pilotos       | 1   | 2   | 3   | 4   | 5   | 6   | 7   | 8   | 9   | 10  | 11  | 12  | 13  | 14  | 15  | 16  | Pontos | Posição  |  |
| ---- | ------ | ------------------ | ----- | -- | ------------- | --- | --- | --- | --- | --- | --- | --- | --- | --- | --- | --- | --- | --- | --- | --- | --- | ------ | -------- |  |
|      |        |                    |       |    |               |     |     |     |     |     |     |     |     |     |     |     |     |     |     |     |     |        |          |  |
|      |        |                    |       |    |               | USW | BRA | ARG | SMR | BEL | MON | ESP | FRA | GBR | GER | AUT | NED | ITA | CAN | LVS |     |        |          |  |
| 1981 | TG181  | Hart 415T L4 turbo | P     | 35 | Brian Henton  |     |     |     | NQ  | NQ  | NQ  | NQ  | NQ  | NQ  | NQ  | NQ  | NQ  | 10  | NQ  | NQ  |     | 0      | NC (17º) |  |
| 1981 | TG181  | Hart 415T L4 turbo | P     | 36 | Derek Warwick |     |     |     | NQ  | NQ  | NQ  | NQ  | NQ  | NQ  | NQ  | NQ  | NQ  | NQ  | NQ  | Ret |     | 0      | NC (17º) |  |
|      |        |                    |       |    |               |     |     |     |     |     |     |     |     |     |     |     |     |     |     |     |     |        |          |  |
|      |        |                    |       |    |               | RSA | BRA | USW | SMR | BEL | MON | USE | CAN | NED | GBR | FRA | GER | AUT | SUI | ITA | LVS |        |          |  |
| 1982 | TG181B | Hart 415T L4 turbo | P     | 36 | Teo Fabi      | NQ  | NQ  |     |     |     |     |     |     |     |     |     |     |     |     |     |     | 01     | NC (16º) |  |
| 1982 | TG181C | Hart 415T L4 turbo | P     | 35 | Derek Warwick | Ret | NQ  | NQ  | Ret | Ret | NQ  |     |     | Ret | Ret | 15  | 10  | Ret | Ret |     |     | 01     | NC (16º) |  |
| 1982 | TG181C | Hart 415T L4 turbo | P     | 36 | Teo Fabi      |     |     | NQ  | NC  | Ret | NQ  |     |     | NQ  | Ret | Ret | NQ  | Ret | Ret | Ret | NQ  | 01     | NC (16º) |  |

↑1  Nos GPs: Itália e Las Vegas, Derek Warwick utilizou o TG183.